# Хулихэн, Пэт
Па́трик «Пэт» Ху́лихэн (англ. Patrick "Pat" Houlihan) — английский профессиональный игрок в снукер.

## Биография и карьера
Стал профессионалом в 1971 году в возрасте 42 лет. До этого у Хулихэна была длинная любительская карьера, а в 1965-м он выиграл у будущего чемпиона мира среди профессионалов Джона Спенсера 11:3 на любительском чемпионате мира. В 1973 и 1978 годах он был в 1/8 финала уже «главного» чемпионата мира. В первом случае в матче за выход в 1/4 он уступил Алексу Хиггинсу 3:16, во втором — Клиффу Торбурну 8:13. Наивысшая позиция Хулихэна в мировом рейтинге — 18 (сезон 1978/79). В 1993-м Пэт, разочаровавшись в своих результатах, покинул мэйн-тур.
Пэт Хулихэн был приятелем другого известного игрока — Джимми Уайта. Примечательно, что однажды Уайт на вопрос о том, кого он считает лучшим снукеристом, назвал Пэта Хулихэна.
Хулихэн был женат и имел троих детей. Умер он в 2006 году.